# Rock Island County
Rock Island County är ett county i delstaten Illinois, USA. Den administrativa huvudorten (county seat) är Rock Island.
Rock Island Arsenal ligger i countyt.

## Geografi
Enligt United States Census Bureau så har countyt en total area på 1 168 km². 1 106 km² av den arean är land och 62 km² är vatten.

### Angränsande countyn
- Clinton County, Iowa - nord
- Whiteside County - nordost
- Henry County - sydost
- Mercer County - syd
- Louisa County, Iowa - sydväst
- Muscatine County, Iowa - väst
- Scott County, Iowa - nordväst